# Joshué Quiñónez
Joshué Jampier Quiñónez Rodríguez (n. Guayaquil, Ecuador; 29 de mayo de 2001) es un futbolista ecuatoriano. Juega como defensa y su equipo actual es Universidad Católica de la Serie A de Ecuador.

## Trayectoria

### Barcelona Sporting Club
Inicio su carrera jugando en las inferiores del Barcelona Sporting Club hasta principios de 2021, año en el cual sería promovido al equipo principal. Debutaría el 23 de junio en la victoria 1-0 frente a 9 de Octubre, correspondiente a la semifinal de la Supercopa de Ecuador 2021.

### Football Club Dallas
El 25 de febrero de 2022 se confirmó su cesión a préstamo por un año con opción a compra, al Football Club Dallas de la Major League Soccer de Estados Unidos. Al finalizar la cesión volvió al club ecuatoriano.

## Selección nacional

### Categorías inferiores
Jugaría un partido amistoso con la selección sub-20 de Ecuador frente a su similar de Colombia, el 19 de diciembre de 2020, en el cual marcaría uno de los goles que selló la victoria 2-1.

#### Participaciones en Sudamericanos
| Campeonato                              | Sede      | Resultado    | Partidos | Goles |
| --------------------------------------- | --------- | ------------ | -------- | ----- |
| Preolímpico Sudamericano Sub-23 de 2024 | Venezuela | Primera fase | 0        | 0     |

### Selección absoluta
Fue convocado al partido amistoso frente a México que se jugó el 27 de octubre de 2021, debutando en aquel encuentro y jugando los 8 minutos finales. El encuentro terminaría 2-3 favorable para Ecuador.
También sería convocado para otro partido amistoso, esta vez ante El Salvador. Se mantendría en la banca de suplentes durante todo el encuentro y finalizaría 1-1.

### Partidos internacionales
Actualizado al último partido jugado el 27 de octubre de 2021.
| \| N.° \| Fecha \| Ciudad \| Rival \| Resultado \| Resultado \| Competencia \| \| --- \| --------------------- \| --------- \| ------ \| --------- \| --------- \| ----------- \| \| 1. \| 27 de octubre de 2021 \| Charlotte \| México \| 3-2 \| Victoria \| Amistoso \| |                       |           |        |           |           |             |
| N.° | Fecha                 | Ciudad    | Rival  | Resultado | Resultado | Competencia |
| 1. | 27 de octubre de 2021 | Charlotte | México | 3-2       | Victoria  | Amistoso    |

## Estadísticas

### Clubes
Actualizado al último partido jugado el 30 de noviembre de 2024.
| Club                           | Div.          | Temporada     | Liga  | Liga  | Copas nacionales | Copas nacionales | Copas internacionales | Copas internacionales | Total | Total |
| Club                           | Div.          | Temporada     | Part. | Goles | Part.            | Goles            | Part.                 | Goles                 | Part. | Goles |
| ------------------------------ | ------------- | ------------- | ----- | ----- | ---------------- | ---------------- | --------------------- | --------------------- | ----- | ----- |
| Barcelona S. C. · Ecuador      | 1.ª           | 2021          | 7     | 0     | 2                | 0                | 0                     | 0                     | 9     | 0     |
| Barcelona S. C. · Ecuador      | 1.ª           | 2022          | 1     | 0     | 0                | 0                | 0                     | 0                     | 1     | 0     |
| F. C. Dallas Estados Unidos    | 1.ª           | 2022          | 8     | 0     | 2                | 0                | Inexistentes          | Inexistentes          | 10    | 0     |
| F. C. Dallas Estados Unidos    | Total club    | Total club    | 8     | 0     | 2                | 0                | 0                     | 0                     | 10    | 0     |
| Barcelona S. C. · Ecuador      | 1.ª           | 2023          | 9     | 0     | 0                | 0                | 5                     | 0                     | 14    | 0     |
| Barcelona S. C. · Ecuador      | Total club    | Total club    | 17    | 0     | 2                | 0                | 5                     | 0                     | 24    | 0     |
| Universidad Católica · Ecuador | 1.ª           | 2024          | 7     | 0     | 1                | 0                | 1                     | 0                     | 9     | 0     |
| Universidad Católica · Ecuador | Total club    | Total club    | 7     | 0     | 1                | 0                | 1                     | 0                     | 9     | 0     |
| Total carrera                  | Total carrera | Total carrera | 32    | 0     | 5                | 0                | 6                     | 0                     | 43    | 0     |
| 1. 2.                          |               |               |       |       |                  |                  |                       |                       |       |       |